# Dennis Vincent Durning
Dennis Vincent Durning, né le 18 mai 1923 à Germantown en Pennsylvanie et mort le 21 février 2002 dans la région du Kilimandjaro, est un prélat catholique américain. Il est le premier évêque d'Arusha entre les années 1960 et 1980.

## Biographie
Dennis Durning naît le 18 mai 1923 à Germantown en Pennsylvanie aux États-Unis. Après avoir terminé le lycée, il rejoint la Congrégation du Saint-Esprit en 1944, un ordre clérical missionnaire très actif en Afrique. Il est ordonné prêtre en 1949 au sein de sa congrégation et sa première affectation est la Tanzanie. Là-bas, il joue un rôle de missionnaire dans la région du Kilimandjaro jusqu'à sa consécration en tant qu'évêque. 

### Carrière épiscopale
En 1963, le pape Jean XXIII le nomme évêque d'Arusha, un nouveau diocèse tanzanien fondé le 1er mars 1963. Il est consacré à la cathédrale Saints-Pierre-et-Paul de Philadelphie par John Krol le 28 mars 1963. Il sert à Arusha jusqu'à sa démission en mars 1989. Durant son épiscopat en Tanzanie, le nombre de catholique a été multiplié par six et une vingtaine de nouveaux prêtres ont été ordonné. Il a participé au concile Vatican II à partir de 1963 et est même Père du concile lors des sessions II, III et IV. Il démissionne de sa fonction épiscopale le 6 février 1989 et continue son travail de missionnaire en Tanzanie. Le 21 février 2002, il décède à l'hôpital KCMC de Moshi dans la région du Kilimandjaro, alors évêque émérite du diocèse d'Arusha. Il est enterré dans le cimetière des pères du Saint-Esprit avant que sa dépouille soit déplacé dans la cathédrale Sainte Thérèse de Lisieux d'Arusha.